# Thomas Hale Streets
Thomas Hale Streets (20 de novembre de 1847 – 3 de març de 1925) va ser un naturalista estatunidenc. Va exercir com cirurgià en la U.S. Navy des de 1872 i es va jubilar el 1909com Director of the Navy Hospital a Washington, D.C.. Va ser un veterà de la Guerra de Cuba. Morí el 1925 d'un atac de cor Les seves obres inclouen Contributions to the Natural History of the Hawaiian and Fanning Islands and Lower California (1877).